# ロータス・80
ロータス・80 (Lotus 80) は、チーム・ロータスが1979年のF1世界選手権参戦用に開発したフォーミュラ1カー。1979年の第5戦スペインGPから第9戦イギリスGPまで使用されたが、決勝を走ったのは第5戦スペインGP、第7戦モナコGP、第8戦フランスGPのみである。モノコックは3つ作られたが実戦で使われたのは2つのみ、少なくとも2台が現存する。

## 概要
1978年シーズンを圧勝で締めくくったロータス率いるコーリン・チャップマンはさらにベンチュリーの性能を追求することで、必要なダウンフォースは全てグラウンド・エフェクトのみで確保し、ドラッグの元となる前後のウィングを完全に排するという野心的なマシンを考案した。
前年マシンの79ではサイドポンツーンの底面のみにベンチュリー構造を設けていたが、80ではその思想を前進させ、ホイールベースやトレッドの拡大でスペースを確保して車体後端までを1つのベンチュリーとみなし、ダウンフォースを増加させることと、79では前方寄りだったベンチュリーによるダウンフォースの発生点を後方に下げて重心位置に近付けることを目論んだ。発表会では前後のウイングは装着されず、ウイングのなくなったフロントノーズの底面も幅広く空洞にして小さなベンチュリーを構成し、その両側面にも外部の気流を遮断するスライディングスカートが設置された。また車体後部の低い位置にあるウイング状のものは、ベンチュリー効果を調節する「トリムタブ」と呼ばれた。
78から79にいたる設計・運用上においてセッティング要素の一つであったウイングを排するということは、成功すれば大きなアドバンテージになり得たが、基本的な設計にミスがあった場合において微調整を行うべきウイングの設定の範疇（すでにサスペンションのセッティングの可能性は失われている）を越えている場合には微調整では効かない致命的な設計ミスとなり、ベースとなる80を放棄せざるをえないほどの技術的な挑戦であった。チャレンジングではあるが、日進月歩のレース界においては重大な遅滞にいたる可能性を孕んでいた。
進歩的な空力設計ばかりに目が行く80だが、機械設計も特徴的である。2トンに達するとも予想された強大なダウンフォースに対抗する為、モノコックの一部にはチタンのシート材が使われ、またロッキングアーム式サスペンションのアッパーアームは既に79で曲げ剛性が限界に達しており、80ではそれまで使われていたSCM材の薄板に代わり肉厚のチタン材でアームが成型されるなど、重量を増加させずに高剛性化を図る為にコストが度外視された。このシャシ/サスペンションは比剛性の点で非常に優秀だった為、後のロータス・81に流用された。
周到な実験と万全の設計により登場した80だが、しかし実際にコースを走りだすと風洞施設での理想的な実験的結果と現実であるコースとの差を見せ付けられる結果となるのである。
実際にテスト走行を始めてみると、ベンチュリーカーによく発生する「ポーパシング」という現象に直面した。マシンの加速時や減速時に波動的な縦揺れ（バウンシング、ピッチング）が生じ、マシンの姿勢が安定せず、ダウンフォースも増減が激しくなり、まともに走行できる状態ではなかった。79ではベンチュリの効果が限定的で前後のウイングで釣り合いが取ることができたが、80ではベンチュリの効果が絶大な故に、実戦で前後ウイングを追加してもポーパシングを実用領域まで弱めることが出来ず、問題が一気に噴出した。スライディングスカートはサイドポンツーンからテールエンドまで延ばされたベンチュリにあわせて延長されていたが、途中のリヤタイヤ前縁付近で内側に絞り込まれてS字型にカーブしており、これも問題を複雑にした。スカートは上下動で頻繁に引っかかり、（かつ、その引っかかりが外れることで）コーナーの途中でダウンフォース量が激変するという現象にアンドレッティは悩まされた。
2号車ではフロントサスペンションに後退角を付けてタイヤをやや後寄りにすることで、相対的に重心を前よりにしている（チーム内では80Mk.2と呼称される）。もともとフロントオーバーハング規定いっぱいの長さのノーズを持つ80だったので、2号車のノーズは若干短縮されている。また、この2号車からリヤブレーキがアウトボード化され、トランスミッション周りがスリム化された結果、リヤアクスル周りのウインドウトンネルの容積が増加してベンチュリ効果が一層高まった。2号車は第8戦フランスGPに1号車と共に持ち込まれたが、予選で2車を試したアンドレッティは、結局1号車を選択した。よって決勝時に使われた80はすべて1号車である。
その後も実戦参加はないもののシーズンを通して開発は続けられたが、ポーパシングを押さえ込むにはグラウンド・エフェクト以前の車の5倍の固さのスプリングが必要と判明。当時としてはスムーズな路面を持つポール・リカールにおいてさえドライビングは困難ということが解ったことで、80の開発は終了となった。
しかしチャップマンはグラウンドエフェクトのアイデア自体を断念することはなく、ポーパシング対策として、当時の技術レベルでは無謀とも言えるアクティブサスペンションの開発をトニー･ラッド/ピーター･ライトに命じ、またツインシャシロータス・88のアイデアの具現化に着手した。
実戦にデビューした時には前後にウイングを装着していたが、マリオ・アンドレッティが3戦ドライブしただけで79に交代した。カーナンバー2番のカルロス・ロイテマンはシーズンを通して79を使用したため、80にはカーナンバー1番しか存在しない。

## スペック

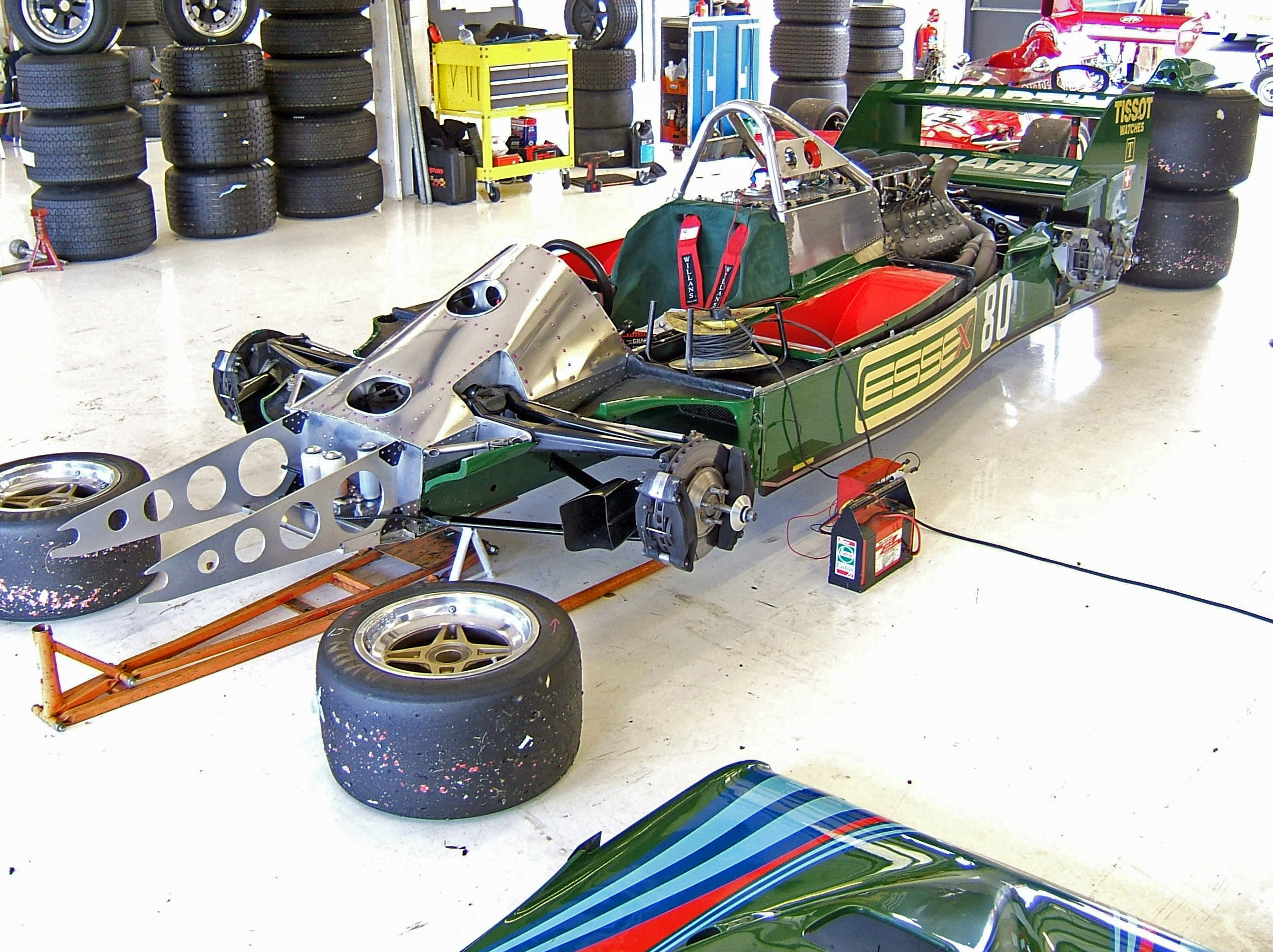
2007年にシルバーストンで整備を受ける80。リヤウイングの下方に「トリムタブ」が装着されている。フロントブレーキがツインキャリパーである。

### シャーシ
- シャーシ名 80
- シャーシ構造 アルミニウム製モノコック
- ホイールベース 2,743mm
- 前トレッド 1,778mm
- 後トレッド 1,626mm
- サスペンション 前後ロッキングアーム
- タイヤ グッドイヤー
- ギヤボックス ロータス・ヒューランド・FGA 5速マニュアル

### エンジン
- エンジン フォード・コスワース・DFV
- 気筒数・角度 V型8気筒・90度
- 排気量 2,993cc
- 重量 154kg
- スパークプラグ NGK
- 燃料・潤滑油 バルボリン・エセックス

## 成績
| 年   | No. | ドライバー     | 1   | 2   | 3   | 4   | 5   | 6   | 7   | 8   | 9   | 10  | 11  | 12  | 13  | 14  | 15  | ポイント | ランキング |
| 年   | No. | ドライバー     | ARG | BRA | RSA | USW | ESP | BEL | MON | FRA | GBR | GER | AUT | NED | ITA | CAN | USE | ポイント | ランキング |
| ---- | --- | -------------- | --- | --- | --- | --- | --- | --- | --- | --- | --- | --- | --- | --- | --- | --- | --- | -------- | ---------- |
| 1979 | 1   | アンドレッティ |     |     |     |     | 3   |     | Ret | Ret |     |     |     |     |     |     |     | 39       | 4位        |

- 太字はポールポジション、斜字はファステストラップ、DNQは予選不通過。(key)

- 決勝最高位 3位
- 予選最高位 4位
- 獲得ポイント 4